# World Series of Poker 1971
Le World Series of Poker 1971 furono la seconda edizione della manifestazione. Si tennero dal 6 al 15 maggio presso il casinò Binion's Horseshoe di Las Vegas.
Il vincitore del Main Event fu Johnny Moss.

## Eventi preliminari
| Evento                 | Vincitore     | Premio  |
| ---------------------- | ------------- | ------- |
| Limit Seven-Card Stud  | Puggy Pearson | $10.000 |
| Limit Razz             | Jimmy Casella | $10.000 |
| Limit Five-Card Stud   | Bill Boyd     | $10.000 |
| Limit Ace to Five Draw | Johnny Moss   | $10.000 |

## Main Event
I partecipanti al Main Event furono 6. Ognuno di loro pagò un buy-in di 5.000 dollari.

### Tavolo finale
| Piazzamento | Nome                   | Premio  |
| ----------- | ---------------------- | ------- |
| 1°          | Johnny Moss            | $30.000 |
| 2°          | Walter "Puggy" Pearson | $0      |
| ?           | Sailor Roberts         | $0      |
| ?           | Jimmy Casella          | $0      |
| ?           | Jack Straus            | $0      |
| ?           | Doyle Brunson          | $0      |